# Serica excisa
Serica excisa är en skalbaggsart som beskrevs av Frey 1972. Serica excisa ingår i släktet Serica och familjen Melolonthidae. Inga underarter finns listade i Catalogue of Life.